# Agnolini con ripieno di pollo
Gli agnolini con ripieno di pollo sono una tipologia di pasta all'uovo ripiena originaria della provincia di Mantova (in mantovano “agnulìn“ o “agnulì“).
La ricetta veniva utilizzata presso le famiglie nobili mantovane.